# Гримм, Георг

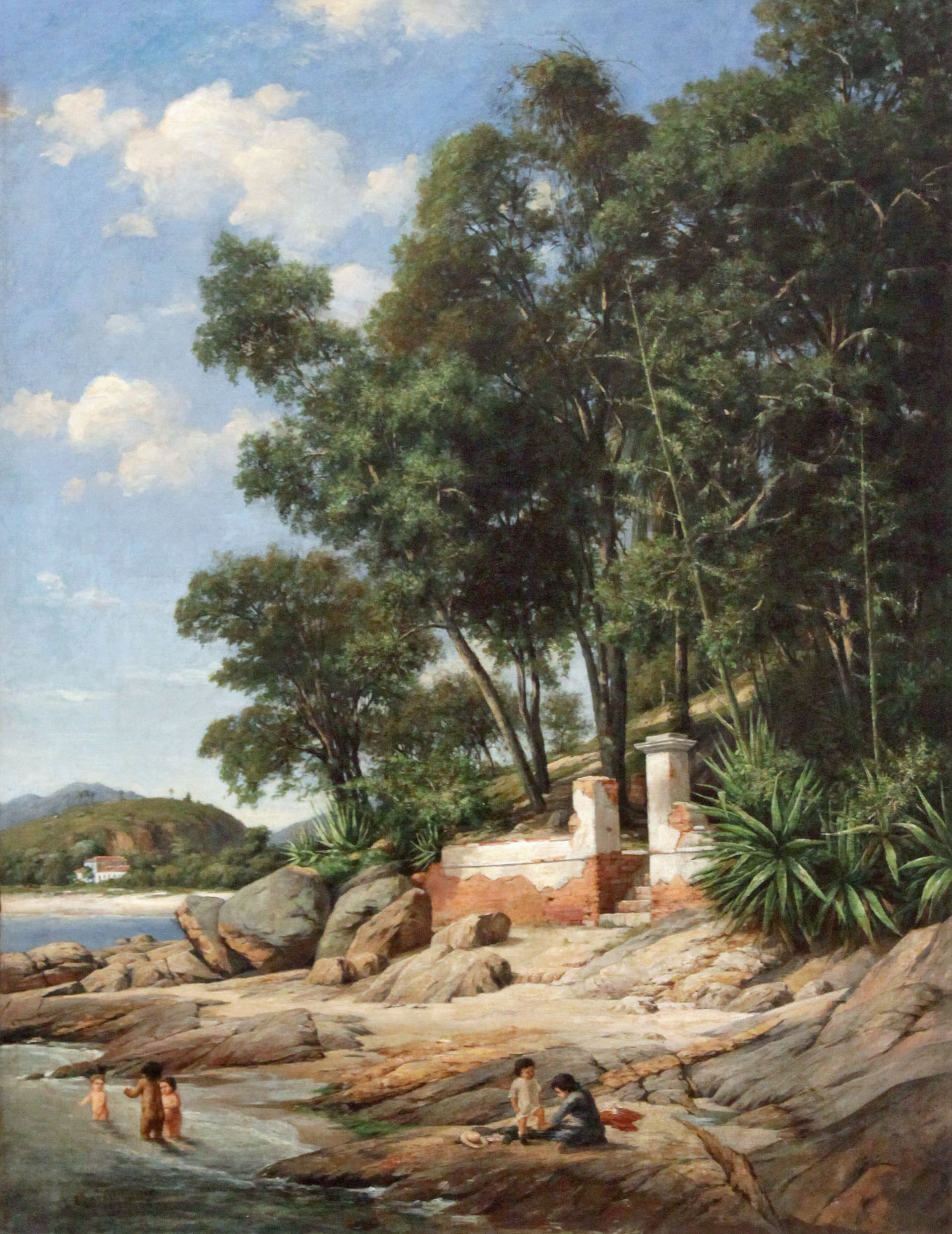
Пейзаж «Нитерой», отмеченный золотой медалью. Национальный музей искусств Бразилии (Рио-де-Жанейро)

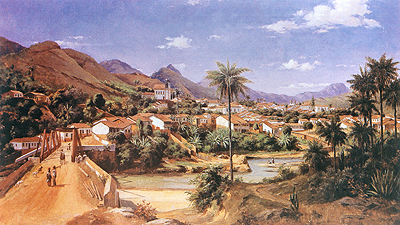
Панорама Сабара

Иоганн Георг (Хорхе) Гримм (нем. Johann Georg Grimm; 22 апреля 1846, Имменштадт, Королевство Бавария — 24 декабря 1887, Палермо, Королевство Италия) — бразильский художник-пейзажист, дизайнер и декоратор, педагог.

## Биография
Немец по происхождению, сын столяра. В молодости помогал отцу в его ремесле. Увлёкся чтением книг по искусству и решил стать художником. В 1868 году переехал в Мюнхен, где, накопив достаточно денег, поступил в Академию художеств. Учился у Карла фон Пилоти и Франца Адама. Несмотря на нищенское существование, успешно окончил учёбу в академии.
Участник франко-прусской войны.
В 1872 году отправился пешком в Берлин, где изучал фресковую живопись. В том же году покинул Берлин и направился в Италию. После совершил путешествие через Италию, Сицилию, Северную Африку, Испанию, Францию и Англию, оказался в Лиссабоне и принял решение отправиться в Бразилию, куда прибыл, вероятно, в конце 1877 или в начале 1878 года.
Поселился в Рио-де-Жанейро и вскоре сблизился с группой немецких иммигрантов, основал дизайнерскую компанию.
Художник-пейзажист. Его интерес к пейзажам начался, когда, работая по найму на владельцев соседних фазенд, занимался топографическими изображениями местностей, которые выполнял с фотографической точностью.
В связи со смертью отца вернулся на родину (1880—1881), затем вновь отправился путешествовать по Греции, Турции, Палестине и Египту. Через Корсику вернулся в Бразилию.
Принимал участие в выставках, занимался украшением частных и общественных зданий.
По рекомендации императора Педру II занял должность преподавателя Императорской академии изящных искусств Бразилии. Стал широко применять метод создания картин на пленэре. Однако разногласия с руководством Академии в отношении его методики преподавания привели в 1884 году к отставке Гримма. Некоторые из его учеников покинули академию, уехали вместе с ним и сформировали художественный центр известный как «Группа Гримма», в их числе были Джованни Баттиста Кастаньето, Антониу Паррейрас, Иполито Боавентура Карон. В том же году «Группа Гримма» провела свою первую выставку в Exposição Geral de Belas Artes, некоторые участники были отмечены золотыми медалями.

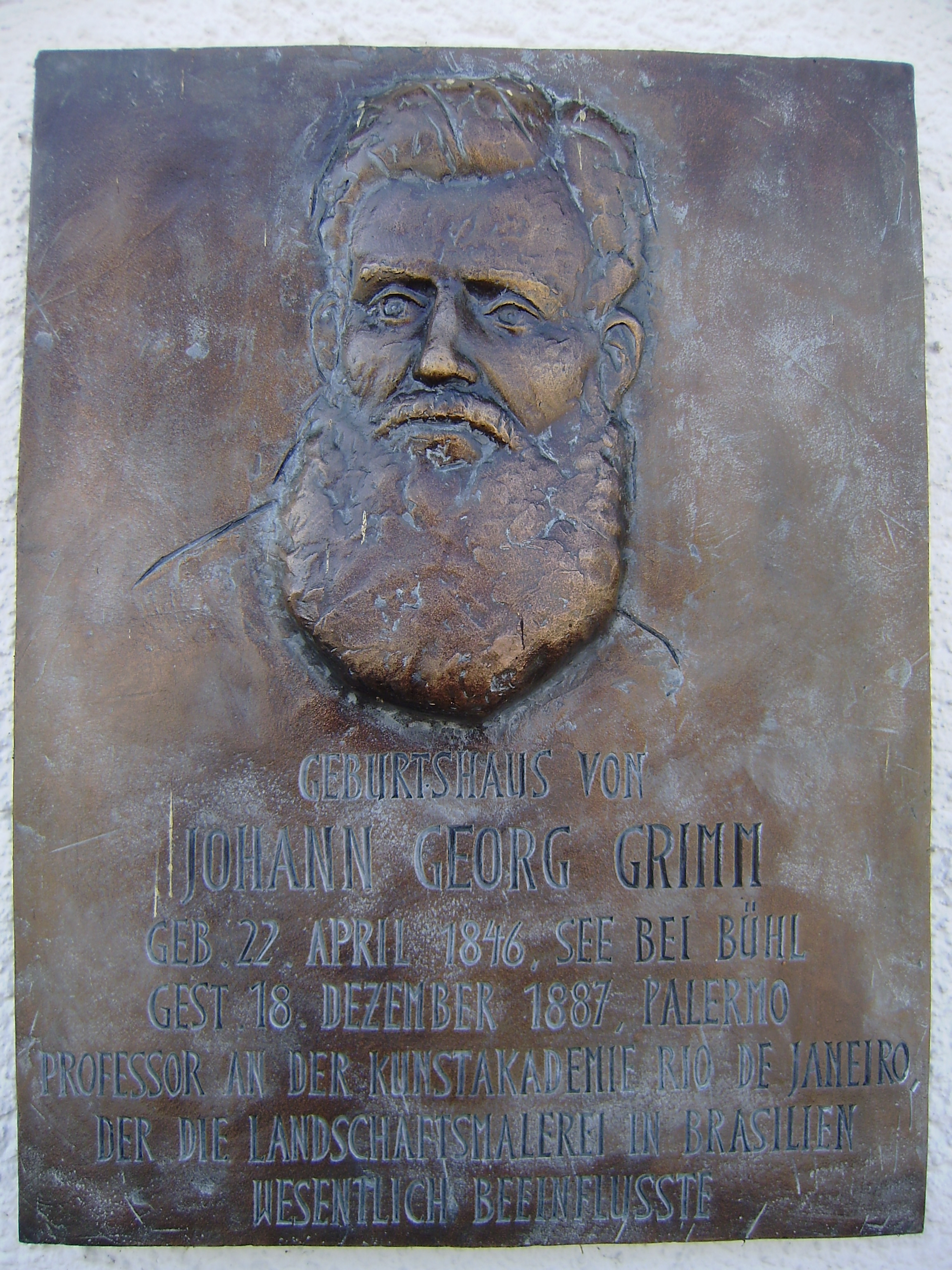
Мемориальная доска на доме, где родился Г. Гримм

В 1885 году Гримм переехал работать в глубинку в Минас-Жерайс. Заболел туберкулёзом и 1887 году по совету врачей отправился в Мерано (Италия), затем в Палермо, где и умер.